# Ozarba delogramma
Ozarba delogramma là một loài bướm đêm trong họ Noctuidae.